# Liste der Monuments historiques in Grandchamp (Ardennes)
Die Liste der Monuments historiques in Grandchamp führt die Monuments historiques in der französischen Gemeinde Grandchamp auf.

## Liste der Objekte
| Bezeichnung                      | Beschreibung                                                       | Standort                       | Kennzeichnung | Schutzstatus | Datum | Bild |
| -------------------------------- | ------------------------------------------------------------------ | ------------------------------ | ------------- | ------------ | ----- | ---- |
| Skulptur Johannes Evangelist     | Holz, farbig gefasst, 17. Jahrhundert                              | in der Kirche St-Thomas (Lage) | PM08000899    | Inscrit      | 1975  |      |
| Zwei Vasen mit Kunstblumen       | Porzellan, Glas, Holz, Stoff, drittes Viertel des 19. Jahrhunderts | in der Kirche St-Thomas (Lage) | PM08000900    | Inscrit      | 1975  |      |
| Skulptur eines heiligen Bischofs | Holz, farbig gefasst, 18. oder 19. Jahrhundert                     | in der Kirche St-Thomas (Lage) | PM08000243    | Classé       | 1971  |      |